# Ellen Dufour
Ellen Dufour (Zutendaal, 9 novembre 1980) è una cantante e conduttrice televisiva belga.

## Biografia
All'età di 20 anni, quando era una studentessa di sales management, Ellen Dufour ha partecipato alla seconda edizione del reality show Big Brother, la versione belga del Grande Fratello, arrivando in finale e vincendo il duello contro il secondo classificato Bruggeling Thierry con il 54% dei voti.
Da qui Ellen ha avviato la sua carriera di cantante, debuttando nell'estate del 2002 con il singolo I Am Free che ha guadagnato il quattordicesimo posto nella classifica belga. In totale ha piazzato sei singoli nella top 50 belga, di cui il più famoso, Lucky Lucky (My Scooterboy), ha raggiunto la decima posizione nel 2005.
Nel 2003 Ellen Dufour ha iniziato a presentare il programma per bambini Kids Top 20 in onda sui canali VTM e vtmKzoom, che porterà avanti fino all'ultima puntata, trasmessa il 7 aprile 2010.

## Discografia

### Singoli
- 2002 – I Am Free
- 2002 – I Could Love You
- 2003 – Gonna Getcha
- 2003 – Good Times of Your Life
- 2004 – Helemaal vor jou
- 2005 – Lucky Lucky (My Scooterboy) (con Kristof)
- 2006 – Bang Bang Bang